# Abastumani
Abastumani (georgiska: აბასთუმანი) är en daba (stadsliknande ort) i Samtsche-Dzjavachetien, Georgien. Det är en kurort med varma mineralkällor.
År 1892 byggdes i Abastumani Rysslands första astronomiska bergsobservatorium.